# Mayetia judsoni
Mayetia judsoni är en skalbaggsart som beskrevs av Schuster 1961. Mayetia judsoni ingår i släktet Mayetia och familjen kortvingar. Inga underarter finns listade i Catalogue of Life.